# CEBPB
CCAAT/증폭자 결합 단백질 베타(CCAAT/enhancer-binding protein beta)는 인간의 CEBPB 유전자에 의해 암호화 된 단백질이다.

## 기능
인트론이 없는 유전자에 의해 암호화 된 단백질은 특정 DNA 조절 영역에 동종 이량체로서 결합 할 수 있는 bZIP 전사인자이다. 또한 관련 단백질 CEBP-알파, CEBP-델타, CEBP-감마와 함께 이종 이량체를 형성 할 수 있다. 암호화 된 단백질은 면역 및 염증 반응에 관여하는 유전자의 조절에 중요하며, IL-6 유전자의 IL-1 반응 요소 및 몇몇 급성기, 사이토카인 유전자의 조절 영역에 결합하는 것으로 나타났다. 또한 암호화 된 단백질은 프로모터 및 상류 요소에 결합하여 제 1형 콜라겐 유전자의 발현을 자극 할 수 있다.
CEBP-베타는 정상적인 대식세포 기능, 중요한 면역 세포 아형에 중요하다. CEBP-베타를 발현 할 수 없는 쥐는 대식세포-매개 근육 복구를 포함하여 분화 할 수 없고, 이들의 모든 생물학적 기능을 수행할 수 없는 대식세포를 갖는다. 역학 작업은 혈액의 백혈구에서 CEBP-베타의 발현이 인간의 근력과 긍정적으로 관련되어 있음을 보여 주었고, 근육 기능 유지에 있어 면역계, 특히 대식세포의 중요성을 강조하고 있다.
CEBPB 유전자의 기능은 독립적 인 검증에 기초하여 siRNA 녹다운에 의해 효과적으로 검사 될 수있다.

## 표적 유전자
CEBPB는 여러 표적 유전자의 발현을 증가시킬 수 있다. 그 중 일부는 preprotachykinin-1 유전자와 같은 신경계에서 특정 역할을 담당하여 물질 P, 뉴로키닌 A, 중요한 신경전달물질인 아세틸콜린의 생합성을 담당하는 콜린아세틸트린스퍼레이스를 유발시킨다. 다른 표적은 인터루킨 4, 인터루킨 6, 인터루킨 5, 종양괴사인자 알파와 같은 사이토카인을 암호화하는 유전자를 포함한다. 또한 세포에 다약제내성을 부여하는 수송 단백질을 암호화하는 유전자는 CEBPB에 의해 활성화되는 것으로 밝혀졌다. 이러한 유전자에는 ABCC2 및 ABCB1이 포함된다.

## 상호 작용
CEBPB는 다음과 상호 작용하는 것으로 나타났다. 
- CREB1,[19]
- CRSP3[20]
- DNA damage-inducible transcript 3,[21][22]
- EP300,[23]
- Estrogen receptor alpha,[24][25]
- Glucocorticoid receptor,[24]
- HMGA1,[26]
- HSF1,[27]
- Nucleolar phosphoprotein p130,[28]
- RELA,[29][30]
- Serum response factor,[31][32]
- SMARCA2,[33]
- Sp1 transcription factor,[26][34]
- TRIM28,[35][36]  and
- Zif268.[37]